# Charge!
Charge! is het tweede en laatste muziekalbum van Paladin. Alhoewel het eerste titelloze Paladin weinig succes kende mocht Paladin een tweede album opnemen. Opnamen vonden plaats in de Apple Studio in Londen gedurende december 1971 en januari 1972. Geluidstechnicus was Geoff Emerick, die later een grote rol zou spelen bij bijvoorbeeld Genesis. Een beroemde geluidsstudio stond echter niet garant voor goede verkopen, het album verkocht nauwelijks en de band ging roemloos ten onder. De muziek is anders dan bij het debuutalbum meer richting standaardrock. Er verscheen een geremasterde versie met enig bonusmateriaal bij Esoteric Recordings
Het feit dat het album gestoken is een hoes van Roger Dean kon de verkoop kennelijk ook niet stimuleren. 

## Musici
- Peter Solley – toetsinstrumenten, viool
- Keith Webb – slagwerk
- Peter Beckett – basgitaar, zang
- Derek Foley – gitaar, zang
- Lou Stonebridge – zang, toetsinstrumenten, mondharmonica

## Muziek
| Nr. | Titel                      | Duur |
| --- | -------------------------- | ---- |
| 1.  | Give me your head (Solley) | 7:49 |
| 2.  | Well we might (Solley)     | 5:02 |
| 3.  | Get out together (Webb)    | 2:36 |
| 4.  | Any way (Solley)           | 4:17 |

| Nr. | Titel                                    | Duur |
| --- | ---------------------------------------- | ---- |
| 1.  | Good Lord (Foley, Stonebridge, Beckett)  | 6:45 |
| 2.  | Mix your mind with moonbeams (Solley)    | 6:00 |
| 3.  | Watching the world pass by (Stonebridge) | 9:33 |

| Nr. | Titel                                 | Duur |
| --- | ------------------------------------- | ---- |
| 8.  | Give my love to you                   |      |
| 9.  | Any Way (andere uitvoering)           |      |
| 10. | Sweet sweet music (andere uitvoering) |      |
| 11. | Well we might (andere uitvoering)     |      |
| 12. | Fill up your heart (instrumentaal)    |      |
| 13. | Bad times (instrumentaal)             |      |